# Laguna Castor
La laguna Castor es un cuerpo superficial de agua ubicado al norte de los Dientes de Navarino perteneciente a la cuenca del río Robalo que fluye hacia el norte hasta desembocar en el canal Beagle, en la isla Navarino, en la comuna de Puerto Williams, Región de Magallanes de Chile.
No confundir con el lago Castor ubicado en la cuenca del río Aysén.

## Ubicación
La cuenca del río Robalo se encuentra en la mitad norte y central de la isla Navarino y drena las laderas septentrionales de los Dientes del Navarino.Su contorno de 5.196,24 ha ha sido declarado Bien nacional protegido.
La laguna es aledaña al Parque Omora, de altitud cercana al nivel del mar, y sus orillas están cubiertas por bosques siempreverde de coigüe de Magallanes (N. betuloides) y canelo (D. winteri) inmersos en una matriz de turbera dominada por Sphagnum magellanicum. El nombre de la laguna proviene del hecho de estar habitada por castores.

Cuenca del río Robalo.